# Estación de Montreux
La estación de Montreux es la principal estación ferroviaria de la comuna suiza de Montreux, en el Cantón de Vaud.

## Historia
La estación fue inaugurada en el año 1861 con la llegada a la villa de la línea del Ferrocarril Jura - Simplon, y se convirtió desde el año 1901 en un centro de conexiones ferroviarias debido a la inauguración del primer tramo del Ferrocarril Montreux - Oberland Bernois (MOB), a la que se sumó desde 1909 la línea Montreux - Glion - Rochers de Naye.

## Situación
Se encuentra ubicada en el centro del núcleo urbano de Montreux. Consta de un total de cuatro andenes, dos centrales y dos laterales, a los que acceden dos vías de ancho internacional (1435 mm) y cuatro de ancho métrico pertenecientes a las redes de vía estrecha. Además, cuenta con numerosas vías de servicio de ancho métrico, puesto que Montreux es la estación de inicio de dos redes de dicho ancho.
En términos ferroviarios, la estación se sitúa en la línea Lausana - Brig, y es el inicio de las líneas de vía métrica hacia  Rochers de Naye y Zweisimmen (MOB). Sus dependencias ferroviarias colaterales son la estación de Clarens hacia Lausana y la estación de Territet en dirección Brig.

## Servicios Ferroviarios
Además de los servicios que ofrecen las líneas del ferrocarril  Montreux - Glion - Rochers de Naye, gestionado por Travys, y el ferrocarril Montreux - Oberland Bernois (MOB), con servicios a Caux/Rochers de Naye y Zweisimmen respectivamente, la mayor variedad de destinos es ofrecida por los SBB-CFF-FFS, debido a que paran trenes con destino a Brig, Ginebra o Milán entre otros, además de París en temporada. Por la estación también tienen parada las líneas S 1 y S 3 del RER Vaud.

### Larga distancia
- TGV París-Lyon - Lausana - Montreux  - Aigle - Martigny - Sion - Sierre - Leuk - Visp - Brig. Solo circula en temporada invernal.
- EC Ginebra-Aeropuerto - Ginebra-Cornavin - Lausana - Montreux - Sion - Brig - Milán.
- IR Ginebra-Aeropuerto - Ginebra-Cornavin - Nyon - Morges - Lausana - Vevey - Montreux - Aigle - Bex - San Mauricio - Martigny - Sion - Sierre - Leuk - Visp - Brig.

### Regional
- RE Lausana - Vevey - Montreux - Villeneuve - Aigle - Bex - San Mauricio. Solo opera en horas punta.
- R Lausana - San Mauricio. Sólo un tren por sentido en día laborables. Realiza un mayor número de paradas que el RegioExpress que cubre el mismo trayecto.
- R Montreux - Glion - Caux - Rochers de Naye. Por la tarde-noche, los servicios se limitan al tramo Montreux - Caux.
- R Montreux - Zweisimmen.

### RER Vaud
La estación forma parte de la red de trenes de cercanías RER Vaud, que se caracteriza por trenes de alta frecuencia que conectan las principales ciudades y comunas del cantón de Vaud. Por ella pasan dos líneas de la red:
- S 1 Yverdon-les-Bains - Lausana - Vevey - Montreux - Villeneuve.
- S 3 Allaman - Morges - Lausana - Vevey - Montreux - Villeneuve.